# Tetraodon fluviatilis
Tetraodon fluviatilis és una espècie de peix de la família dels tetraodòntids i de l'ordre dels tetraodontiformes.

## Morfologia
- Els mascles poden assolir 17 cm de longitud total,[2][3] tot i que en captivitat només assoleixen els 7. Cos rabassut i arrodonit. Cap molt gros i amb els ulls una mica sortints. Aleta dorsal molt petita, el moviment rotatori de la qual assegura la seua locomoció. És verd al dors, groc als flancs i gris clar a la regió ventral. És capaç d'inflar-se i surar a la superfície de l'aigua (es pot provocar l'inflament tan sols tocant el peix amb la mà).[4]

## Alimentació
Menja mol·luscs, crustacis i d'altres invertebrats, plantes i detritus.

## Hàbitat i distribució geogràfica
És un peix de clima tropical (24 °C-28 °C) i demersal, el qual es troba a Àsia: l'Índia, Sri Lanka, Bangladesh, Myanmar i Borneo, incloent-hi la conca del riu Mekong.

## Vida en captivitat
Encara que a la natura freqüenta les aigües dolces o salabroses, en captivitat prefereix un aquari amb aigua lleugerament salada (si més no, un 5% d'aigua marina), densament plantat i amb una temperatura al voltant dels 23-28 °C.

## Observacions
No es pot menjar, ja que és verinós per als humans (especialment, el teixit muscular i les vísceres). És un peix molt actiu i relativament poc agressiu (sobretot amb altres espècies de la seua mateixa mida).